# Sevelinges
Sevelinges là một xã trong tỉnh Loire miền trung nước Pháp.